# Sint-Nicolaaskerk (Brouwershaven)

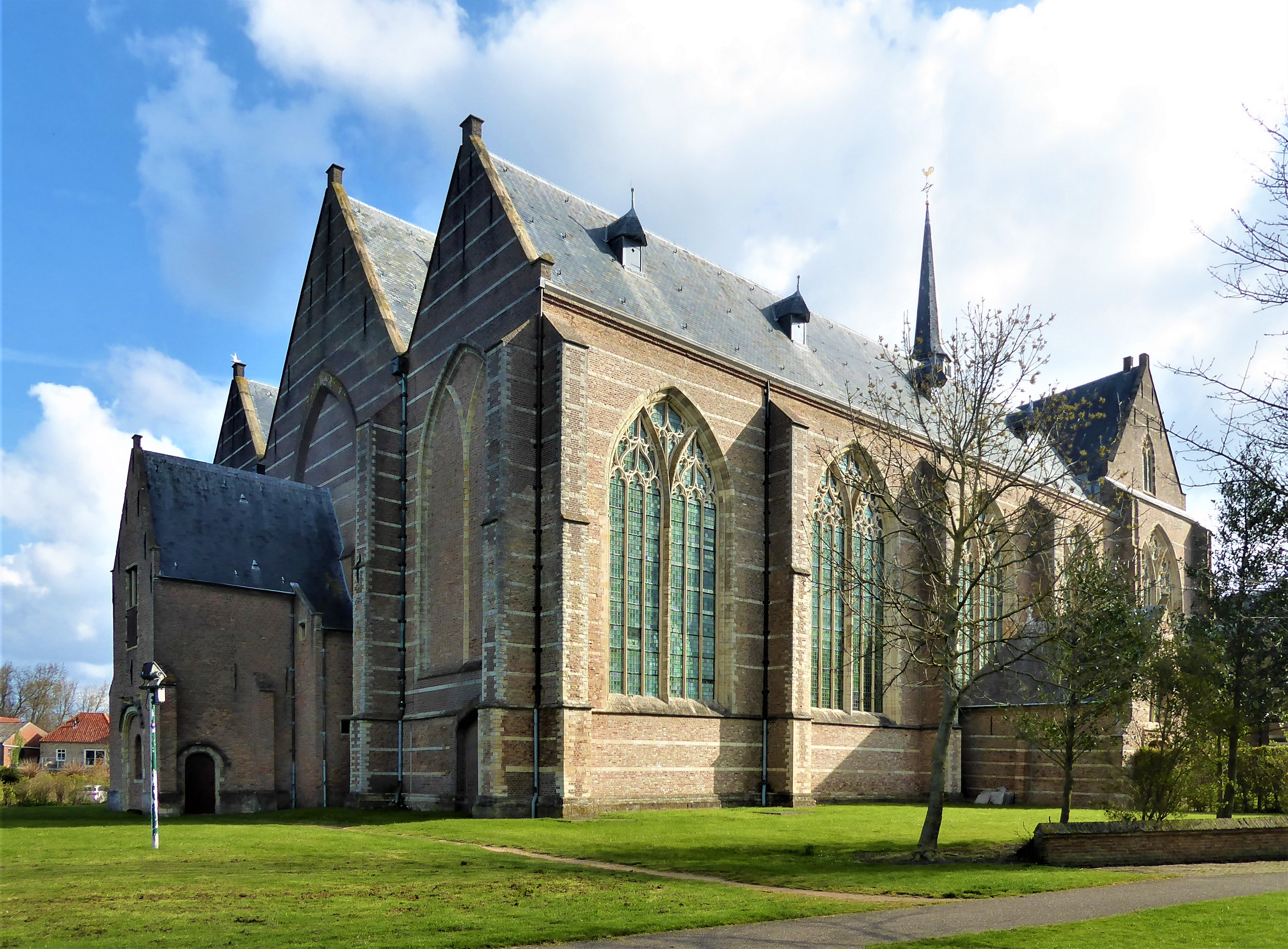

De Sint-Nicolaaskerk of Grote Kerk is een kerkgebouw in Brouwershaven in de Nederlandse provincie Zeeland. De oorspronkelijke kerk werd in 1325 gebouwd. Begin 15de eeuw werden een transept en koor gebouwd. In verschillende fasen werd de kerk uitgebreid tot een drieschepige hallenkerk die halverwege de zestiende eeuw zijn definitieve vorm kreeg. De orgelkast uit 1557 is versierd met fraai, geheel verguld renaissance snijwerk. Vanaf 1573 werd de kerk protestants. De eerste toren van de kerk werd in 1667 opgetrokken en had drie klokken. De toren werd vernieuwd in 1734, in de Franse tijd afgebroken en in 1883 opnieuw opgetrokken.